# New York City Department of Buildings
Pour les articles homonymes, voir DOB.
Le New York City Department of Buildings (DOB) et autrefois New York City Housing and Development Administration est le département du gouvernement de New York délivrant les permis de construire et les buildings codes, faisant ainsi respecter les réglementations de la ville concernant le million de bâtiments new-yorkais. 